# 24347 Arthurkuan
24347 Arthurkuan è un asteroide della fascia principale. Scoperto nel 2000, presenta un'orbita caratterizzata da un semiasse maggiore pari a 2,2766236 UA e da un'eccentricità di 0,1287797, inclinata di 6,51837° rispetto all'eclittica.
È stato intitolato ad Arthur Kuan (1990), studente premiato nel 2008 al concorso internazionale Intel per la scienza e l'ingegneria.